# Cincuenta Sombras (serie cinematográfica)
Cincuenta sombras (en inglés: Fifty Shades) es una serie de películas de drama romántico-erótico, basadas en la trilogía Cincuenta sombras de Grey de la autora inglesa E. L. James. Es distribuida por Universal Studios y las protagonizan Dakota Johnson y Jamie Dornan en sus papeles de Anastasia Steele y Christian Grey, respectivamente. Sam Taylor-Johnson fue la directora de la primera película y en un principio estaba previsto que también lo fuera de sus secuelas, sin embargo la segunda y tercera películas fueron dirigidas por James Foley y Ana Albino.
La primera película, Cincuenta sombras de Grey, se estrenó el 13 de febrero de 2015, mientras que la segunda, Cincuenta sombras más oscuras, el 10 de febrero de 2017. Cincuenta sombras liberadas se estrenó el 9 de febrero de 2018. En todo el mundo, la serie ha recaudado cerca de $944 millones de dólares.

## Desarrollo
Dos años después de haberse publicado la primera novela de la trilogía, varias empresas de distribución habían hecho una oferta por sus derechos. Warner Bros., Sony, Paramount y Universal, así como la compañía de producción de Mark Wahlberg, hicieron ofertas para los obtener derechos de la película. La oferta ganadora fue la de Universal Studios y Focus Features, por $5 millones de dólares. Con James tomando el control en el proceso de elaboración de la película, escogió a su "mano derecha" Dana Brunetti y Michael De Luca como los productores.

## Producción
| Película                      | Fecha de estreno      | Productores                               | Director           | Guionista     |
| ----------------------------- | --------------------- | ----------------------------------------- | ------------------ | ------------- |
| Cincuenta sombras de Grey     | 13 de febrero de 2015 | Michael De Luca Dana Brunetti E. L. James | Sam Taylor-Johnson | Kelly Marcel  |
| Cincuenta sombras más oscuras | 10 de febrero de 2017 | Michael De Luca Dana Brunetti E. L. James | James Foley        | Niall Leonard |
| Cincuenta sombras liberadas   | 09 de febrero de 2018 | Michael De Luca Dana Brunetti E. L. James | James Foley        | Niall Leonard |

## Reparto
| Personaje                     | Cincuenta sombras de Grey | Cincuenta sombras más oscuras | Cincuenta sombras liberadas |
| ----------------------------- | ------------------------- | ----------------------------- | --------------------------- |
| Anastasia Steele              | Dakota Johnson            | Dakota Johnson                | Dakota Johnson              |
| Christian Grey                | Jamie Dornan              | Jamie Dornan                  | Jamie Dornan                |
| Carla May Wilks               | Jennifer Ehle             | Jennifer Ehle                 |                             |
| Katherine Kavanagh            | Eloise Mumford            | Eloise Mumford                | Eloise Mumford              |
| José Rodriguez, Jr.           | Victor Rasuk              | Victor Rasuk                  | Victor Rasuk                |
| Elliot Grey                   | Luke Grimes               | Luke Grimes                   | Luke Grimes                 |
| Dra. Grace Trevelyan Grey     | Marcia Gay Harden         | Marcia Gay Harden             | Marcia Gay Harden           |
| Mia Grey                      | Rita Ora                  | Rita Ora                      | Rita Ora                    |
| Jason Taylor                  | Max Martini               | Max Martini                   | Max Martini                 |
| Raymond Steele                | Callum Keith Rennie       |                               |                             |
| Carrick Grey                  | Andrew Airlie             | Andrew Airlie                 | Andrew Airlie               |
| Bob Adams                     | Dylan Neal                | Dylan Neal                    |                             |
| Jack Hyde                     |                           | Eric Johnson                  | Eric Johnson                |
| Leila Williams                |                           | Bella Heathcote               |                             |
| Jerry Roach                   |                           | Bruce Altman                  |                             |
| Elena Lincoln (Sra. Robinson) |                           | Kim Basinger                  | Kim Basinger                |
| Ros Bailey                    |                           | Robinne Lee                   |                             |
| Gail Jones                    |                           | Fay Masterson                 | Fay Masterson               |
| Elizabeth Morgan              |                           | Amy Price-Francis             | Amy Price-Francis           |
| Luke Sawyer                   |                           |                               | Brant Daugherty             |
| Boyce Fox                     |                           |                               | Tyler Hoechlin              |
| Gia Matteo                    |                           |                               | Arielle Kebbel              |

## Equipo
| Ocupación    | Películas                                     | Películas                     | Películas                   |
| Ocupación    | Cincuenta sombras de Grey                     | Cincuenta sombras más oscuras | Cincuenta sombras liberadas |
| ------------ | --------------------------------------------- | ----------------------------- | --------------------------- |
| Director     | Sam Taylor-Johnson                            | James Foley                   | James Foley                 |
| Escritor(es) | Kelly Marcel                                  | Niall Leonard                 | Niall Leonard               |
| Compositor   | Danny Elfman                                  | Danny Elfman                  | Danny Elfman                |
| Fotógrafo    | Seamus McGarvey                               | John Schwartzman              | TBA                         |
| Editor(es)   | Anne V. Coates Lisa Gunning Debra Neil-Fisher | Richard Francis-Bruce         | TBA                         |

## Recepción

### Taquilla
| Película                      | Fecha de estreno      | Taquilla bruta                          | Taquilla bruta | Taquilla bruta    | Taquilla bruta | Ranking de taquilla             | Ranking de taquilla       | Presupuesto  | Referencia |
| Película                      | Fecha de estreno      | Fin de semana de estreno (Norteamérica) | Norteamérica   | Otros territorios | Mundial        | Todos los tiempos Norte América | Todos los tiempos Mundial | Presupuesto  | Referencia |
| ----------------------------- | --------------------- | --------------------------------------- | -------------- | ----------------- | -------------- | ------------------------------- | ------------------------- | ------------ | ---------- |
| Cincuenta sombras de Grey     | 13 de febrero de 2015 | $85 171 450                             | $166 167 230   | $404 838 898      | $571 006 128   | 286                             | 155                       | $40 000 000  | [ 10 ]     |
| Cincuenta sombras más oscuras | 10 de febrero de 2017 | $46 607 250                             | $114 581 250   | $262 385 846      | $376 967 096   | 559                             | 294                       | $55 000 000  | [ 11 ]     |
| Cincuenta sombras liberadas   | 9 de febrero de 2018  | $38 560 195                             | $100 407 760   | $270 217 873      | $370 625 633   | 698                             | 305                       | $55 000 000  | [ 12 ]     |
| Total                         | Total                 |                                         | 381 156 240'   | $927 442 617      | $1 318 598 857 |                                 |                           | $150 000 000 | [ 1 ]      |

### Crítica y respuesta del público
| Película                      | Rotten Tomatoes   | Rotten Tomatoes      | Rotten Tomatoes    | Metacritic      | Metacritic        | CinemaScore | IMDb                | FilmAffinity       |
| Película                      | Crítica           | Críticos importantes | Audiencia          | Crítica         | Audiencia         | CinemaScore | IMDb                | FilmAffinity       |
| ----------------------------- | ----------------- | -------------------- | ------------------ | --------------- | ----------------- | ----------- | ------------------- | ------------------ |
| Cincuenta sombras de Grey     | 24% (282 reseñas) | 33% (79 reseñas)     | 41% (83 211 votos) | 46 (46 reseñas) | 2.9 (1 158 votos) | C+          | 4.2 (328 000 votos) | 3.6 (23 483 votos) |
| Cincuenta sombras más oscuras | 11% (210 reseñas) | 11% (63 reseñas)     | 48% (26 960 votos) | 33 (39 reseñas) | 3.0 (265 votos)   | B+          | 4.6 (107 000 votos) | 3.6 (7 349 votos)  |
| Cincuenta sombras liberadas   | 11% (197 reseñas) | 16% (58 reseñas)     | 37% (5 101 votos)  | 31 (43 reseñas) | 3.5 (154 votos)   | B+          | 4.5 (70 000 votos)  | 3.5 (5 044 votos)  |
| Promedio                      | 15%               | 20%                  | 43%                | 37              | 3.1               | B           | 4.4                 | 3.6                |